# El Cardenal de España
El cardenal de España (Le Cardinal d'Espagne en su versión original) es una obra de teatro en tres actos del dramaturgo francés Henry de Montherlant, estrenada en 1960.

## Argumento
La obra recrea los últimos meses de vida del cardenal Cisneros, al que se describe como un hombre autoritario y ansioso de poder, pero al tiempo deseoso de preservar su lado espiritual. Cisneros ha conseguido situar a Carlos I en el trono de Castilla, y debe por ello enfrentar los reproches de la madre del monarca, Juana. El nuevo rey, finalmente, sugiere al prelado que ha llegado el momento de retirarse de la vida pública.

## Representaciones destacadas
Estrenada en la Comédie-Française el 18 de diciembre de 1960, con dirección de Jean Mercure e interpretada por Henri Rollán, Louise Conte, René Arrieu y François Chaumette .
En España se estrenó en marzo de 1962, en el Teatro Bellas Artes de Madrid, en versión de José López Rubio, dirigida por José Tamayo, con decorados de Emilio Burgos e interpretada por Carlos Lemos (Cisneros), Luisa Sala (Juana, la loca), Fernando Guillén, Avelino Cánovas, Sonsoles Benedicto y Amparo Valle.